# Идентификационный код субъекта самоуправления Японии
Идентификационный код субъекта самоуправления Японии (яп. 全国地方公共団体コード дзэнкоку тихо: ко:кё: дантай ко:до) — шестисимвольный код, присваиваемый всем административным единицам Японии (префектурам, округам, городам, определённым указами правительства, уездам, центральным городам, особым городам, обычным городам, районам Токио, городским районам, посёлкам и сёлам). Коды были введены Министерством внутренних дел Японии в 1968 году в целях упрощения управления территориальными единицами.
Код состоит из шести цифр, первые две из которых являются кодами соответствующей префектуры и установлены стандартом JIS X 0401. Следующие три совпадают с кодами стандарта JIS X 0402 для города, села, района. Последняя цифра — контрольное число для предотвращения ошибок.

## Коды крупных административных единиц
Каждой префектуре присвоен код от 1 до 47, который увеличивается при движении по карте с севера на юг.
| 01: Хоккайдо |            |              |              |             |              |              |              |          |
| 02: Аомори   | 03: Иватэ  | 04: Мияги    | 05: Акита    | 06: Ямагата | 07: Фукусима |              |              |          |
| 08: Ибараки  | 09: Тотиги | 10: Гумма    | 11: Сайтама  | 12: Тиба    | 13: Токио    | 14: Канагава |              |          |
| 15: Ниигата  | 16: Тояма  | 17: Исикава  | 18: Фукуи    | 19: Яманаси | 20: Нагано   | 21: Гифу     | 22: Сидзуока | 23: Айти |
| 24: Миэ      | 25: Сига   | 26: Киото    | 27: Осака    | 28: Хёго    | 29: Нара     | 30: Вакаяма  |              |          |
| 31: Тоттори  | 32: Симане | 33: Окаяма   | 34: Хиросима | 35: Ямагути |              |              |              |          |
| 36: Токусима | 37: Кагава | 38: Эхимэ    | 39: Коти     |             |              |              |              |          |
| 40: Фукуока  | 41: Сага   | 42: Нагасаки | 43: Кумамото | 44: Оита    | 45: Миядзаки | 46: Кагосима | 47: Окинава  |          |

## Проверка кода
Пусть «abcde» — первые пять цифр кода. Для вычисления контрольного числа нужно воспользоваться следующим алгоритмом:
1. Вычислить N = a × 6 + b × 5 + c × 4 + d × 3 + e × 2;
2. найти остаток от деления N на 11;
3. отнять его от 11.

Например, для района Тиёда (13101-6):
1. 1 × 6 + 3 × 5 + 1 × 4 + 0 × 3 + 1 × 2 = 6 + 15 + 4 + 0 + 2 = 27;
2. 27 ÷ 11; остаток 5;
3. 11 − 5 = 6.